# 伯恩斯維爾 (印地安納州)
伯恩斯維爾（英語：Burnsville）是位於美國印地安納州巴塞洛繆縣的一個非建制地區。該地的面積和人口皆未知。

## 地理
伯恩斯維爾的座標為39°10′22″N 85°44′25″W / 39.17278°N 85.74028°W，而該地的平均海拔高度為209米（即686英尺）。